# Mazama bororo
A Mazama bororo az emlősök (Mammalia) osztályának a párosujjú patások (Artiodactyla) rendjébe, ezen belül a szarvasfélék (Cervidae) családjába és az őzformák (Capreolinae) alcsaládjába tartozó faj.

## Előfordulása
A Mazama bororo előfordulási területe a brazíliai Atlanti-parti Esőerdő Rezervátum, valamint a Paraná, a Santa Catarina és a São Paulo államok. Ezt az állatot, csak 1996-ban fedezték fel és írták le, de máris élőhelyének az elvesztése fenyegeti.

## Megjelenése
Kisméretű szarvasfaj. Méretben és testfelépítésben a Mazama nanára hasonlít, de színezetben a vörös nyársasszarvasra (Mazama americana) emlékeztet. Legfőképp eme két szarvas hibridjéhez hasonlít, de nem azok hibridje, mivel a karotípusai mások.

### Fordítás
- Ez a szócikk részben vagy egészben  a   Small red brocket című angol Wikipédia-szócikk ezen változatának fordításán alapul.  Az eredeti cikk szerkesztőit annak laptörténete sorolja fel. Ez a jelzés csupán a megfogalmazás eredetét és a szerzői jogokat jelzi, nem szolgál a cikkben szereplő információk forrásmegjelöléseként.